# Funhouse (singolo)
Funhouse è una canzone di Pink in collaborazione con Tony Kanal contenuta nell'omonimo album e pubblicata come 4° singolo per il mercato mondiale e 5° singolo per il mercato australiano e neozelandese.

## Video musicale
Nel video troviamo la cantante che canta e saltella tra le rovine di una casa distrutta e abitata da bizzarri spiriti. Pink si diletta in strani stacchetti con gli strambi abitanti della casa, tra cui un pianista pazzo (interpretato dal bassista dei No Doubt, Tony Kanal). Alla fine del video se ne va a cavallo di una motocicletta.

## Classifiche
| Classifica (2009)        | Posizione massima |
| ------------------------ | ----------------- |
| Australia                | 6                 |
| Austria                  | 7                 |
| Danimarca                | 33                |
| Europa                   | 10                |
| Germania                 | 16                |
| Italia                   | 13                |
| Lussemburgo              | 9                 |
| Nuova Zelanda            | 15                |
| Polonia                  | 3                 |
| Regno Unito              | 29                |
| Slovacchia               | 4                 |
| Turchia                  | 12                |
| Ungheria                 | 6                 |
| U.S. Billboard Hot 100   | 44                |
| U.S. Billboard Pop Songs | 31                |